# Minarett Islam Khodja

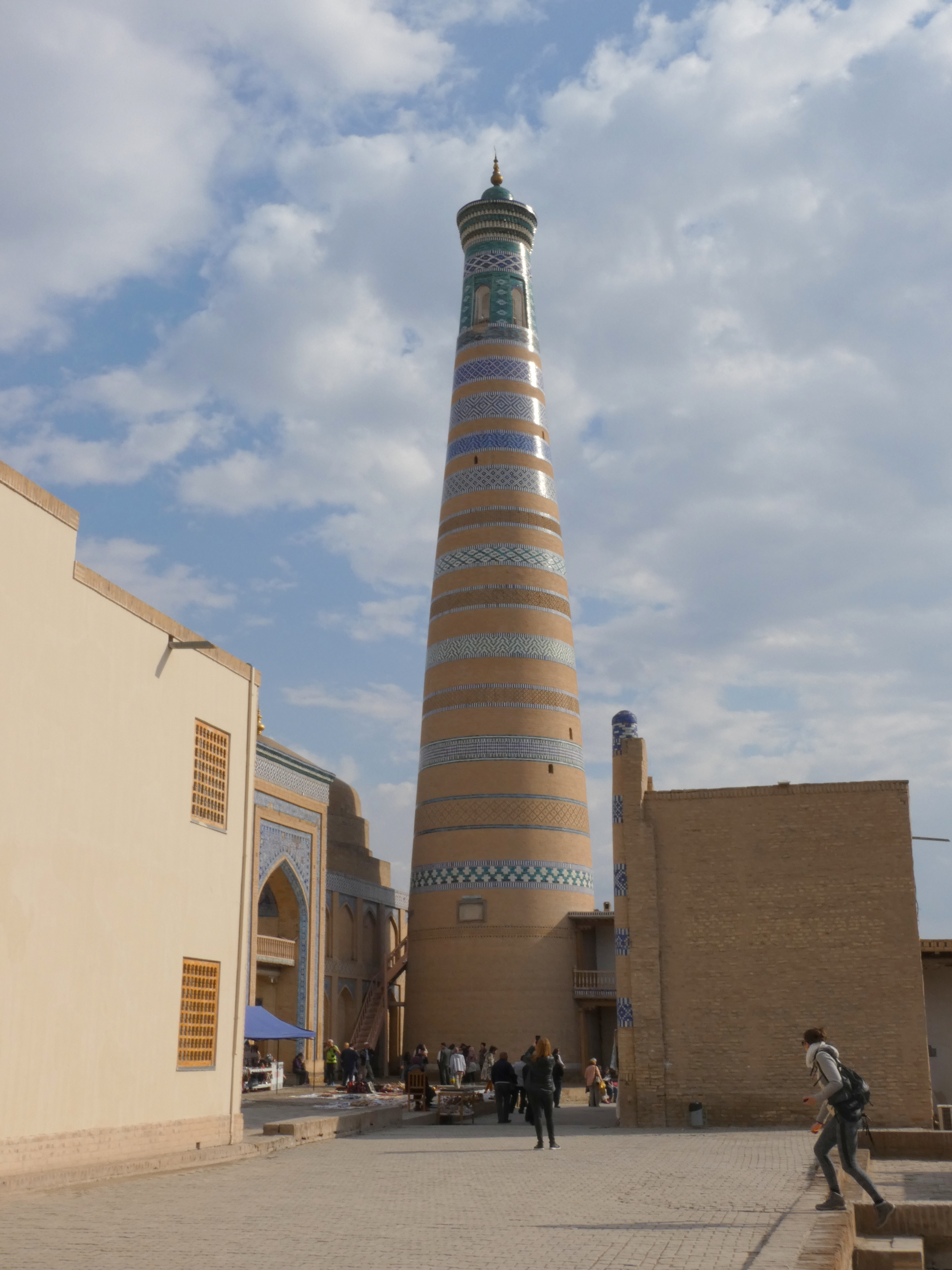
Das Minarett von Norden

Das Minarett Islam Khodja ist das höchste Minarett in Ichan Qalʼа, der zum UNESCO-Welterbe zählenden historischen Altstadt Chiwas. Es wurde im frühen 20. Jahrhundert zusammen mit der Medrese Islam Khodja gebaut.

## Bauwerk
Das Minarett Islam Khodja steht im Südosten der Altstadt unmittelbar vor dem Südflügel der Medrese Islam Khodja und bildet mit dieser ein bauliches Ensemble. Beide wurden zu Ehren Said Islam Khodjas, eines bedeutenden Würdenträgers unter dem Khan Said Muhammad Rahim II. (Regierungszeit 1863 bis 1910) und Wesir beziehungsweise erster Minister unter Khan Esfendijar (Regierungszeit 1910 bis 1920) gebaut.
Es handelt sich beim Minarett Islam Khodja mit einer Höhe von 45 Metern um das höchste Chiwas. Die Plattform ist für die Öffentlichkeit zugänglich. Damit ist der begehbare Turm auch die höchste Aussicht über das Panorama der Welterbestätte. Das Minarett ist mit blauen, weißen und grünen Keramikfliesen, welche in Bändern gestalterisch angebracht sind, horizontal in Zonen gegliedert. Die Laterne verfügt über ein stalaktitenförmiges Gesims (Muqarnas) und Keramikgitter vom Typ Pandjara. Das Minarett steht im Gegensatz zu den anderen großen der Altstadt wie Kalta Minor oder dem Minarett der Dschuma-Moschee nicht in einer Ost-West-Achse, der sogenannten Sonnenlinie. Nach Westen ist ein Gebäude an das Minarett angebaut.